# Rotació d'actius
La rotació d'actius (en anglès asset turnover o ATO), la rotació total d'actius o la rotació d'actius és una ràtio financera que mesura l'eficiència de l'ús que fa una empresa dels seus actius per generar ingressos per vendes o ingressos per vendes a l'empresa.
La rotació d’actius és un tipus de ràtio d’activitat, que és un conjunt de ràtios financers que indiquen com de bé una empresa aprofita els actius. La rotació d'actius es pot subdividir en rotació d'actius fixes, que mesura l'ús que fa una empresa dels seus actius fixos per generar ingressos, i rotació de capital circulant, que mesura l'ús que fa una empresa dels seus actius corrents menys els passius per generar ingressos.
Les ràtios totals de rotació d'actius es poden utilitzar per calcular les xifres de retorn del capital (ROE) com a part de l'anàlisi de DuPont. Com a ràtio financera i d'activitat, i com a part de l'anàlisi de DuPont, la rotació d'actius forma part de l'anàlisi fonamental de l'empresa.
Les empreses que guanyen poc per cada euro de vendes solen tenir una rotació d’actius alta, mentre que les que guanyen molt per cada euro de vendes solen tenir una rotació d’actius baixa. Les empreses del sector del comerç minorista acostumen a tenir una ràtio de rotació molt elevada degut principalment a la baixa qualitat i als preus competitius.
{\displaystyle {\mbox{Rotació d'actius}}={\frac {\mbox{Facturació neta de les vendes}}{\mbox{Mitjana del total d'actius}}}}
- "Vendes" és el valor de "Vendes netes" o "Vendes" del compte de resultats de l'empresa
- "Actiu total mitjà" és la mitjana dels valors de "Actiu total" del balanç de situació de l'empresa a l'inici i al final de l'exercici fiscal. Es calcula sumant els actius al començament del període i els actius al final del període, dividint aquest nombre per dos. Aquest mètode pot produir resultats poc fiables per a les empreses que experimenten importants fluctuacions interanuals. Per a aquestes empreses, és recomanable utilitzar alguna altra fórmula per a l'actiu total mitjà.
- Alternativament, "Actius totals mitjans" pot acabar amb els actius totals.